# 米勒克斯 (加利福尼亞州)
米勒克斯（英語：Millux）是位於美國加利福尼亞州克恩縣的一個非建制地區。該地的面積和人口皆未知。

## 地理
米勒克斯的座標為35°10′46″N 119°11′55″W / 35.17944°N 119.19861°W，而該地的平均海拔高度為89米（即292英尺）。